# Remenafulles de capell vermell
El remenafulles de capell vermell (Formicarius colma) és una espècie d'ocell de la família dels formicàrids (Formicariidae).
Habita el terra de la selva pluvial, a les terres baixes fins als 1100 m, des de l'est de Colòmbia, sud de Veneçuela i Guaiana, cap al sud, a través de l'est de l'Equador i est del Perú fins al nord de Bolívia i Amazònia, est i sud-est del Brasil.